# Diecéze San Carlos de Ancud
Diecéze San Carlos de Ancud je římskokatolická diecéze, nacházející se v Chile.

## Území
Diecéze zahrnuje provincii Chiloé, města Chaitén, Futaleufú a Palena v provincii Palena a souostroví Guaitecas.
Biskupským sídlem je město Ancud, kde se nachází hlavní chrám diecéze, Katedrála Panny Marie Růžencové.
Rozděluje se do 27 farností.
Je součástí církevní provincie Puerto Montt.

## Historie
Diecéze byla zřízena 1. července 1840 bulou Ubi primum papeže Řehoře XVI. z části území arcidiecéze Concepción. Stala se sufragánnou arcidiecéze Santiago de Chile.
Dne 16. listopadu 1883 bylo část jejího území včleněno do nové apoštolské prefektury Patagonia Meridional, Ohňová země a Malvíny a 16. července 1901 do apoštolské prefektury Araucanía.
Dne 14. června 1910 byla další část území použita ke zřízení misie sui iuris Valdivia a 1. dubna 1939 ke zřízení diecéze Puerto Montt.
Dne 20. května 1939 vstoupila do církevní provincie arcidiecéze Concepción.
Dne 17. února 1940 bylo čas území včleněno do nové apoštolské prefektury Aysén.
Dne 10. května 1963 se stala sufragánní diecézí arcidiecéze Puerto Montt.
Dne 2. června 1970 získala dekretem Concrediti gregis Kongregace pro biskupy souostroví Guaitecas, které byly součástí apoštolského vikariátu Aysén.

## Seznam biskupů
- - 1840–1848 sede vacante
- 1848–1853 Justo Donoso Vivanco
- 1853–1856 Vicente Gabriel Tocornal Velasco
- 1857–1882 Juan Francisco de Paula Solar Mery, O. de M.
  - 1882–1886 sede vacante
- 1886–1897 Agustín Lucero Lazcano, O.P.
- 1898–1909 Ramón Ángel Jara Ruz
- 1910–1916 Pedro Armengol Valenzuela Poblete, O. de M.
  - 1916–1918 sede vacante
- 1918–1924 Luis Antonio Castro Álvarez, SS.CC.
- 1924–1933 Abraham Aguilera Bravo, S.D.B.
- 1934–1939 Ramón Munita Eyzaguirre
- 1940–1945 Hernán Frías Hurtado
- 1945–1949 Cándido Rada Senosiáin, S.D.B.
- 1950–1958 Osvaldo Salinas Fuenzalida, SS.CC.
- 1959–1966 Alejandro Durán Moreira
- 1966–1974 Sergio Otoniel Contreras Navia
- 1974–2005 Juan Luis Ysern de Arce
- od 2005 Juan María Florindo Agurto Muñoz, O.S.M.